# LHS 3844 b
LHS 3844 bとは、TESSによって発見された赤色矮星LHS 3844の周囲を公転している太陽系外惑星である。公転周期は11時間であり、半径は地球の1.32倍である。アルベドが低いため、表面は月や水星の表面に似ている可能性がある。LHS 3844 bは、夜間に殆ど熱が伝わらないため、恐らく大気はないとみられ、昼間の気温は1,040 K (770 °C; 1,410 °F)である。しかし、0.1バールを超える雲頂を伴う曇りと同様な環境の存在を排除することはできない。
大気の損失を説明するために、LHS 3844 bは恒星系の雪線の内部に形成されたといった説が提示されている。なぜなら、それが雪線を越えて形成された場合、表面には揮発性物質を含んだ厚い大気が存在するとされているためである。大気の損失に関するモデルによれば、現在まで大気を維持するのに十分であったはずである。LHS 3844 bはガス放出が発生していた揮発性の低いマントルで形成された。なぜなら、マントルの構成が地球のものと類似していて、プレートテクトニクスである場合、主星が赤色矮星でない限り厚い大気を維持しているとみられているためである。その場合、赤色矮星にフレアが発生している場合を除いて、厚い大気を維持している。大気の損失における別の説明としては大気とマントルが失われるほどの大きな衝突が発生したという説も存在する。彗星を介して揮発性物質が惑星に運ばれないことを説明するために主星から離れた位置に巨大ガス惑星が存在している可能性もあるとされる。
| 地球 | LHS 3844 b |
| ---- | ---------- |
| 地球 | Exoplanet  |

## 名称
2022年、ジェイムズ・ウェッブ宇宙望遠鏡の優先観測目標候補となっている太陽系外惑星のうち、20の惑星とその親星を公募により命名する「太陽系外惑星命名キャンペーン2022（NameExoWorlds 2022）」において、LHS 3844とLHS 3844 bは命名対象の惑星系の1つとなった。このキャンペーンは、国際天文学連合（IAU）が「持続可能な発展のための国際基礎科学年（IYBSSD2022）」の参加機関の一つであることから企画されたものである。2023年6月、IAUから最終結果が公表され、LHS 3844はBastũ̀、LHS 3844 bはKua'kuaと命名された。Bastũ̀は、コスタリカの先住民ブリブリ族が話すブリブリ語で「ハチドリ」を意味し、大地と人間の創造主たる創造神Sibö̀の使者でもある。Kua'kuaは、ブリブリ語で「蝶」を意味し、伝統的に女性を象徴する言葉としても使われ、ある種の蝶の出現は雨季の到来の間接的な兆しとされる。